# Vasio (Borgo d'Anaunia)
Vasio (Vas in noneso) è una frazione del comune di Borgo d'Anaunia in provincia autonoma di Trento.

## Storia
Vasio è stato comune autonomo fino al 1928, anno in cui venne aggregato a Fondo.
Vasio è stato frazione del comune di Fondo fino al 1º gennaio 2020, data in cui è stato istituito il nuovo comune di Borgo d'Anaunia in seguito alla fusione dei comuni di Castelfondo, Fondo e Malosco.

## Monumenti e luoghi d'interesse

### Architetture religiose
- Chiesa di San Valentino Martire, eretta probabilmente nel XV secolo, menzionata per la prima volta nel 1537.[6]

### Architetture militari
- Castello di Vasio, documentato nel 1237.[7]